# Municipio de Washington (condado de Henry)
El municipio de Washington (en inglés: Washington Township) es un municipio ubicado en el condado de Henry en el estado estadounidense de Ohio. En el año 2010 tenía una población de 1912 habitantes y una densidad poblacional de 24,96 personas por km².

## Geografía
El municipio de Washington se encuentra ubicado en las coordenadas 41°27′3″N 83°56′54″O / 41.45083, -83.94833. Según la Oficina del Censo de los Estados Unidos, el municipio tiene una superficie total de 76.61 km², de la cual 74,67 km² corresponden a tierra firme y (2,53 %) 1,94 km² es agua.

## Demografía
Según el censo de 2010, había 1912 personas residiendo en el municipio de Washington. La densidad de población era de 24,96 hab./km². De los 1912 habitantes, el municipio de Washington estaba compuesto por el 97,54 % blancos, el 0,52 % eran afroamericanos, el 0,37 % eran amerindios, el 0,58 % eran asiáticos, el 0,63 % eran de otras razas y el 0,37 % eran de una mezcla de razas. Del total de la población el 2,2 % eran hispanos o latinos de cualquier raza.